# Přelíc
Přelíc (en allemand : Pschelietz) est une commune du district de Kladno, dans la région de Bohême-Centrale, en République tchèque. Sa population s'élevait à 389 habitants en 2020.

## Géographie
Přelíc se trouve à 5 km au sud-ouest de Slaný, à 9 km au nord-nord-ouest de Kladno et à 32 km au nord-ouest de Prague.
| - OpenStreetMap Limite communale. |

La commune est limitée par Studeněves au nord, par Slaný à l'est, par Smečno au sud et par Ledce à l'ouest.

## Histoire
La première mention écrite de la localité date de 1352.

## Galerie
|  |  |